# Biblioteca Piloto del Caribe
La biblioteca Piloto del Caribe es un sitio cultural y de aprendizaje situado en la ciudad de Barranquilla, Colombia. La biblioteca se encuentra en el Complejo Cultural de la Antigua Aduana. Es una biblioteca  pública y se puede acceder de forma gratuita de lunes a sábado. Cuenta con más de 173 000 artículos, entre revistas, documentales y libros.
Es una de las mejores bibliotecas públicas del país. Es visitada por más de 450 000 usuarios anualmente.

## Servicios
La biblioteca presta varios servicios como asesorías, acceso a Internet, sala de música, entre otros. También ofrece a sus visitantes una galería, y la posibilidad de prestar libros.

## Premios
En 1999, la Biblioteca Piloto del Caribe recibió el premio «El Colombiano Ejemplar», en la categoría de cultura, como mejor institución.